# Alberto Pepere
Alberto Pepere (Napoli, 5 giugno 1873 – Genova, 18 luglio 1940) è stato un fisiologo, patologo e oncologo italiano.
Laureato in medicina e chirurgia a Napoli, è stato libero docente e titolare di anatomia patologica alle università di Cagliari, Catania, Palermo e Milano. In quest'ultima università è stato preside della facoltà di medicina e rettore. È stato membro dell'accademia medica di Torino e Palermo, del Consiglio nazionale per l'educazione superiore e del Consiglio nazionale delle ricerche, vice-direttore dell'Istituto nazionale Vittorio Emanuele III per lo studio e la cura del cancro (Milano). Muore tragicamente a Genova per le conseguenze di una caduta dovuta all'investimento di un ciclista dodicenne.